# Alexander von Tobien
Alexander von Tobien (* 1. Juni 1854 in Dorpat; † 27. Juli 1929 in Riga) war ein deutsch-baltischer Statistiker und Agrarhistoriker.

## Leben
Seine Eltern waren der Jurist Ewald Sigismund Tobien und dessen zweite Ehefrau Martha Wegener. Die weiteren bürgerlichen Vorfahren sind 1708 als Gutsbesitzer ersterwähnt.
Alexander von Tobien studierte von 1874 bis 1879 an der Kaiserlichen Universität Dorpat und 1880 in Tübingen. Er war von 1888 bis 1919 Leiter des Statistischen Amtes und der Grundsteuerabteilung (seit 1901 des Katasteramtes) der Livländischen Ritterschaft und zuvor deren Sekretär. Des Weiteren war Tobien Mitglied der Gesellschaft für Geschichte und Altertumskunde der Ostseeprovinzen Russlands. Neben seinen Schriften veröffentlichte er weitere kleine Aufsätze zur Thematik Landwirtschaft. Jahrzehntelang war er auch parteipolitisch aktiv, seit 1908 Vizepräsident der Baltischen Konstitutionellen Partei, und engagierter Christ.
Alexander von Tobien war Ehrendoktor an der Universität Greifswald und Mitglied der Herder-Gesellschaft zu Riga.

## Schriften (Auswahl)
- Das Armenwesen der Stadt Riga. Eine historisch-statistische Studie. Riga 1895. (Digitalisat)
- Die Agrargesetzgebung Livlands im 19. Jahrhundert.  Bd. 1, Berlin 1899. (Digitalisat), f. Bd. 2, Riga 1911.
- Die Agrarrevolution in Estland. Berlin 1923. (Digitalisat)
- Die Bauernbefreiung in Livland[8]
- Die livländische Ritterschaft in ihrem Verhältnis zum Zarismus und russischen Nationalismus. 2 Bde. Riga 1925–1930. Erschienen als Reprint: de Gruyter, Berlin 2019.[9]

## Genealogie
- Christoph Franke, Moritz Graf Strachwitz von Groß Zauche und Camminetz, Klaus Freiherr von Andrian-Werburg, u. a.: Genealogisches Handbuch der Adeligen Häuser. B. (Briefadel). 2000. Band XXIII, Band 121 der Gesamtreihe GHdA. Hrsg. Deutsches Adelsarchiv, C. A. Starke, Limburg an der Lahn 2000, ISSN 0435-2408, S. 312–315.